# Гилани, Юсуф Реза
Юсуф Реза Гилани (урду مخدوم سيد يوسف رضا گیلانى‎; род. 9 июня 1952[…], Карачи, Синд) — пакистанский политический деятель. Премьер-министр Пакистана с 24 марта 2008 по 19 июня 2012 года.

## Биография
Юсуф Реза Гилани родился 9 июня 1952 года в пакистанском городе Карачи. Он происходит из влиятельного клана землевладельцев и мусульманских духовных лидеров из народа сераики. Гилани принадлежит к влиятельной шиитской семье, давшей Пакистану много политических и религиозных деятелей. Считается, что предки этого рода жили в давние времена на территории Персии. Юсуф — представитель четвёртого поколения семьи, участвовавшего в работе выборных органов власти: его прадед ещё в 1921 году был избран в законодательный Совет Индии. Видными политиками были и многие другие его родственники. Отец Юсуфа, Аламдар Хусейн Гилани, в 1950-х годах был министром здравоохранения в правительстве провинции Пенджаб.

### Политическая карьера
Получил журналистское образование, однако вскоре после окончания учёбы решил пойти по стопам отца и заняться политикой. Гилани начал политическую карьеру в 1978 году. За год до этого военные под руководством генерала Мухаммеда Зия-уль-Хака свергли премьер-министра страны Зульфикара Али Бхутто, который затем был казнён в 1979 году. В 1983 году Гилани был избран председателем окружного совета Мултана. Двумя годами позже состоялись проводившиеся на непартийной основе парламентские выборы, и Гилани был избран в Национальную ассамблею Пакистана. В федеральном правительстве Мухаммеда Хана Джунеджо Гилани с 1985 по 1988 год был министром жилищного строительства и железнодорожного сообщения.
После конфликта, возникшего между Джунеджо и Гилани, последний покинул МЛП и перешёл на сторону ПНП, которой руководила дочь покойного премьера Беназир Бхутто. Вскоре после этого, в мае 1988 года, Зия-уль-Хак распустил парламент и правительство Джунеджо и назначил новые выборы, победу на которых одержала ПНП. С 1988 по 1996 год он работал в правительстве Бхутто, а во время следующего её премьерского срока с 1993 по 1996 гг. занимал пост спикера парламента. После прихода к власти Мушаррафа на Гилани началось давление властей.

### Заключённый и оппозиционер
В 2001 году Гилани попал в тюрьму по обвинению в злоупотреблении служебными полномочиями во время нахождения у власти, где провёл шесть лет. В тюрьме Гилани написал книгу, рассказав о своих политических взглядах. В ней говорилось о необходимости создания сильной армии, в то же время отделенной от политики. Кроме того, Гилани призывал отменить все конституционные изменения, инициированные Мушаррафом.
22 марта кандидатуру Гилани утвердили ПНП, «Пакистанская мусульманская лига» экс-премьера Наваза Шарифа, партия националистов «Движение Муттахида Кауми» из самой большой в стране провинции Синд и Народная партия светских пуштунов Северо-Западной Пограничной провинции. Их совместное заявление зачитала Фахмида Мирза — первая в истории Пакистана женщина-спикер. После того, как стало известно о его выдвижении Гилани сказал:
На этом посту у меня будет одна просьба к народу: молиться за меня, так как нам предстоит проделать огромную и очень непростую работу.

## Премьер-министр
После прошедших в феврале 2008 года парламентских выборов ПНП получила наибольшее число депутатских мест. 24 марта 2008 года парламент Пакистана избрал Гилани новым премьер-министром Пакистана. На голосовании в парламенте Гилани, набрав 264 голоса, обогнал сторонника действующего президента Шодри Первеза Элахи, за которого проголосовали 42 депутата. В своём первом выступлении новый премьер-министр распорядился немедленно освободить из-под стражи всех судей, помещенных под арест во время чрезвычайного положения. Вторым заявлением, сделанным Гилани стало требование международного расследования убийства экс-премьера страны Беназир Бхутто. Он в частности сказал:
Демократия была спасена ценой жизни Беназир Бхутто
Новый премьер призвал членов парламента помочь ему на посту главы правительства:
Мой предыдущий опыт работы в парламенте показал мне, что для того, чтобы в стране начало что-то меняться, парламент должен иметь главенство, конституция должна быть священна, а закон должен иметь реальную силу

### Борьба с терроризмом
Спустя пять дней после вступления в должность премьер-министра страны Юсуф Гилани призвал моджахедов:
…отложить оружие в сторону для участия в политической жизни государства, переживающего кровавые последствия войны в районах совместного проживания племен Пакистана и Афганистана.
В своём обращении он подчеркнул, что только с января 2007 года в Восточном Вазиристане от рук боевиков ИДТ и «Аль-Каиды» погибло более одной тысячи мирных жителей. На следующий день лидер «Талибан» мулла Омар заявил о готовности вести диалог с властями Пакистана.

### Отставка
В июне 2012 года Верховный суд Пакистана лишил Юсуфа Гилани права занимать должность премьер-министра посчитав, что Юсуф Реза Гилани незаконно занимает пост главы правительства. Это связано с отказом выполнить выданный ранее запрос суда о раскрытии счёта президента Асифа Али Зардари.

## Награды
- Орден Республики (Турция, 2010)